# 大阪市立北図書館
大阪市立北図書館（おおさかしりつきたとしょかん）は、大阪府大阪市北区にある大阪市立図書館の分館。

## 施設概要
- 開館：1984年（昭和59年）8月21日
- 延床面積：610.66平方メートル
- 閲覧室：342平方メートル

（図書館は3階、1-2階は大淀コミュニティセンター）

## 所蔵
- 図書：70,919冊（内　成人用　45,679冊、児童用　26,240冊）
- 雑誌：90誌
- 新聞：16紙
- DVD：300枚
- 紙芝居：400組

（2022年3月末現在）

## 貸出
- 1人15冊まで（うち、CD・DVD・カセットは5点まで）15日間[2]

## アクセス
- Osaka Metro谷町線・堺筋線・阪急千里線 天神橋筋六丁目駅